# Bristol Phoenix
Bristol Phoenix byl britský experimentální devítiválcový vznětový hvězdicový motor, zkonstruovaný společností Bristol Engine Company na základě jejího motoru Pegasus. Mezi lety 1928 a 1932 jich vzniklo jen několik málo, ale exempláře instalované ve Westland Wapiti dosáhly 11. května 1934 výškového rekordu pro letouny s dieselovými motory v hodnotě 27 453 stop (8 368 m), který zůstal nepřekonán až do počátku druhé světové války.
Hlavní výhodou Phoenixu byla oproti Pegasu až o 35 % nižší spotřeba paliva v režimu cestovní rychlosti.

## Varianty
Phoenix I
Vznětová varianta Pegasu IF, s výkonem 380 hp.
Phoenix IIM
Vznětová varianta přeplňovaného Pegasu IM, výkon 470hp.

## Použití
- Westland Wapiti

## Specifikace (Phoenix I)
Údaje podle

### Technické údaje
- Typ: devítiválcový vzduchem chlazený čtyřdobý vznětový hvězdicový motor
- Vrtání: 146 mm (5,75 palce)
- Zdvih: 190 mm (7,5 palce)
- Objem válců: 28,7 l (1 753 in³)
- Délka: 1 111 mm (43,75 palce)
- Průměr: 1 403 mm (55,25 palce)
- Suchá hmotnost: 484 kg (1 067 liber)

### Součásti
- Rozvodový systém: OHV, 2 sací a 2 výfukové ventily na válec
- Palivo: motorová nafta
- Chladicí soustava: vzduchem

### Výkony
- Výkon: 380 hp (283 kW) při 2 000 otáčkách za minutu na úrovni mořské hladiny
- Měrný výkon: 9,9 kW/L (0,22 hp/in³)
- Kompresní poměr: 14:1
- Poměr výkon/hmotnost: 0,6 kW/kg (0,36 hp/lb)